# Zajištění důkazu
Zajištění důkazu je procesní institut, kterým soud nebo správní úřad dočasně zajistí věc, která může sloužit v dalším řízení jako důkaz.

## Občanské soudní řízení
Soud o zajištění důkazu rozhodne před zahájením řízení pouze na návrh budoucího účastníka takového soudního řízení a pouze tehdy, je-li dána skutečná obava, že ho později nebude možné provést vůbec, nebo jen s velkými obtížemi. Příslušný k zajištění je ten soud, který bude příslušný vést následné řízení, nebo ten, v jeho obvodu se daná věc nachází.
Zajištění se provede vždy podle povahy důkazního prostředku. Budoucí účastníci soudního řízení mají právo být zajištění přítomni a vyjádřit se k němu, což se uvede v protokolu o zajištění. Důkaz může být zajištěn také notářským nebo exekutorským zápisem o skutkovém ději nebo o stavu věci.

### Zajištění předmětu důkazního prostředku ve věcech týkajících se práv z duševního vlastnictví
Pokud půjde o soudní spor týkající se práv z duševního vlastnictví lze za účelem následného provedení důkazu zajistit na návrh zboží (přiměřený vzorek zboží), jehož výrobou mohlo být porušeno právo z duševního vlastnictví, materiál a nástroje, které byly použity k jeho výrobě či rozšiřování a dokumenty, které se ho týkají. O takovém zajištění rozhodne usnesením krajský soud, v jehož obvodu se zajišťované věci nachází, s tím, že navrhovateli zároveň uloží, aby ve lhůtě, kterou mu určí, podal k soudu žalobu k zajištění svých práv z duševního vlastnictví. Navrhovateli je dále možné k zajištění náhrady škody nebo jiné újmy, která by mohla zajištěním vzniknout, uložit povinnost složit k soudu vratnou jistotu až do výše 100 000 Kč.
Předmět důkazního prostředku, o jehož zajištění bylo rozhodnuto, se složí u soudu nebo u vhodného schovatele. Pokud jej povinná osoba odmítne vydat, bude jí soudem odebrána. Soud zajištění zruší, jakmile pominou důvody, pro které bylo nařízeno, jinak zanikne automaticky tehdy, jestliže navrhovatel k soudu v určené lhůtě žalobu nepodá, anebo ji podá a v soudním řízení se provede důkaz ohledáním zajištěného předmětu, případně soudní řízení pravomocně skončí. Po zrušení nebo zániku zajištění se předmět vrátí původnímu držiteli. Navrhovatel, který následně žalobu nepodal, případně ji podal a úspěšný nebyl, je povinen nahradit všechny škody a újmy, které zajištěním vznikly.

## Správní řízení
Ve správním řízení lze zajistit věc, která může sloužit jako důkazní prostředek buď předběžným opatřením, pokud již bylo řízení zahájeno, nebo návrhem na zajištění důkazu před takovým zahájením. O zajištění důkazu může rozhodnout i správní orgán sám, pokud lze následné správní řízení zahájit z moci úřední. Důkaz však bude zajištěn vždy pouze tehdy, jestliže je dána skutečně důvodná obava, že později by ho nebylo možné vůbec provést, případně jen s velkými obtížemi a zároveň jen tehdy, pokud lze předpokládat, že půjde o důkaz zásadní.
O zajištění rozhodne usnesením ten správní úřad, který bude příslušný vést následné správní řízení, nebo ten, v jeho obvodu se daná věc nachází. Budoucí účastníci správního řízení mají právo být zajištění přítomni a vyjádřit se k němu, což se uvede v protokolu o zajištění. Důkaz může být zajištěn i znaleckým posudkem.